# Burgundische Niederlande
Als Burgundische Niederlande bezeichnet man das Gebiet der heutigen Niederlande, Belgiens und Luxemburgs und eines Teils Nordfrankreichs zur Zeit der burgundischen und zu Beginn der habsburgischen Herrschaft.

## Haus Valois-Burgund (bis 1477)
Im 14. Jahrhundert begann das Haus der burgundischen Valois die niederländischen Provinzen durch Heirat und Verträge unter seinem Zepter zu vereinigen: zuerst 1384 durch die Heirat mit der Erbin des Grafen von Flandern diese große Grafschaft nebst Artois und Mechelen, 1427 Namur, 1428 Holland, Friesland, Zeeland und Hennegau, 1430 Brabant und Limburg, 1443 Luxemburg. Philipp der Kühne (1342–1404) richtete nach französischem zentralistischen Vorbild 1386 in Rijsel (Lille) zur Finanzkontrolle einen Rechnungs- und zur Rechtsprechung einen Gerichtshof ein. Sein Nachfolger Johann Ohnefurcht verlegte den Rechnungshof 1409 nach Gent und gab ihm den Namen Rat von Flandern (bestand bis 1789).
Im Besitz dieser elf Provinzen suchte Philipp der Gute (1419–1467) ihnen eine einheitliche Verfassung zu geben. 1437 berief er die ersten Generalstaaten, eine Versammlung von Abgeordneten der Provinziallandtage (Staaten). Allmählich immer häufiger, zuletzt fast alljährlich einberufen und meist in Brüssel oder Mechelen tagend, bewilligten sie die Beden für die gesamten Niederlande und verteilten den Betrag auf die einzelnen Provinzen. Die Südprovinzen, vor allem Brabant, hatten das Übergewicht. Ein Allgemeiner Rechnungshof kontrollierte ab 1463 in Brüssel und ab 1473 in Mechelen, das in keiner der Provinzen lag, die Finanzen der Provinzen. Aus dem Hofrat entstand der Große Rat (Grote Raad van Justitie) für die Rechtsprechung. 1473 wurde er zum Parlement in Mechelen erhoben und mit zahlreichen juristisch gebildeten Beamten ausgestattet. In Brüssel hielten die Herzöge ihren glänzenden Hof; Brabant regierten sie selbst, die übrigen Provinzen Statthalter. Doch führten sie als Beherrscher der Niederlande noch keinen besonderen Titel, und jene waren noch so wenig zu einem Einheitsstaat verschmolzen, dass jede Provinz die anderen als Ausland betrachtete und keinen Beamten aus derselben duldete.
Nachdem der letzte burgundische Herzog aus dem Haus Burgund-Valois, Karl der Kühne, am 5. Januar 1477 in der Schlacht von Nancy gefallen war – ohne einen männlichen Erben zu hinterlassen – heiratete seine Tochter und Alleinerbin Maria von Burgund den Habsburger Maximilian von Österreich. Dieser wurde nach Vollzug der Ehe iure uxoris Herzog von Burgund und kam in den Besitz des burgundischen Erbes Karls des Kühnen, das damit Teil der Habsburger Hausmacht wurde; bereits zuvor standen diese Territorien teilweise unter der Lehnsherrschaft des Heiligen Römischen Reiches.

### Brabant
Im Jahr 1415 wurde Herzog Anton von Brabant und Limburg in der Schlacht von Azincourt getötet, als das französische Heer vom englischen Heer vernichtet wurde. Er hinterließ einen minderjährigen Sohn, den zwölfjährigen Johann IV. von Brabant. Eilig suchte man für den Jungen eine Braut. Im Jahr 1417 fiel die Wahl auf seine 16 Jahre alte Nichte, die Witwe Jakobäa von Bayern, Tochter des Grafen Willhelm VI von Holland, Seeland und Hennegau. Ein Jahr später heirateten sie. Im Jahr 1427 starb er. Sein Bruder Philipp, Graf von St. Pol folgte ihm im Amt nach. Drei Jahre später starb er kinderlos. Daraufhin trat 1430 sein Neffe Philipp der Gute von Burgund die Herrschaft an. Er wurde noch im selben Jahr durch Brabant und Limburg als Herzog anerkannt.

### Holland, Seeland und Hennegau
Im Jahr 1417 starb unerwartet Wilhelm VI. Er hinterließ eine Tochter, die 15-jährige Jakobäa von Bayern. Bereits im Alter von fünf wurde Jacobäa mit Jan von Touraine verheiratet, den Sohn des Königs von Frankreich, den zweiten in der Reihe der Nachfolger. Aber die Ehe wurde nie vollzogen. Unerwartet starb zuerst Jans ältester Bruder und kurz darauf er selbst. Jacobäa kehrte nach Holland zurück. Ihr Vater arrangierte danach ihre Ehe mit ihrem Neffen Johann IV. von Brabant. Die Ehe war ein Totalausfall. Im Jahr 1421 verließ Jacobäa ihren Mann und begann eine Beziehung mit Humphrey, dem Herzog von Gloucester, einem Bruder des englischen Königs. Ihrem Onkel, Johann von Bayern, der Jacobäas Einflussgebiet verwaltete, gelang es, ihre Herrschaft in der Grafschaft erfolgreich zu untergraben. Im Jahr 1425 starb er jedoch, wahrscheinlich wurde er vergiftet. Jacobäa kehrte im selben Jahr aus England zurück und bat ihren Neffen Philipp den Guten, sie zu beschützen. Er aber ließ sie als Gefangene in die Grafenresidenz in Gent bringen. Sie entfloh und kam nach Holland. Dort fand sie so wenig Unterstützung, dass sie sich im Jahr 1428 in Delft mit Philipp versöhnte und ihn als Regent ernannte. Im Jahr 1433 trat sie vollständig ihre Rechte über Hennegau, Holland und Seeland ab. Durch Philipp sah sie sich gezwungen dies zu tun, weil er nur so einer Ehe mit dem zeeländischen Edelmann Frank II. von Borsselen zustimmte. Drei Jahre später starb sie kinderlos.

## Haus Habsburg 1477 bis 1522
Diesen Wechsel des Herrscherhauses benutzten die Provinzen zur Vermehrung ihrer Rechte. Maria musste sich ihre Hilfe durch große Zugeständnisse erkaufen, zum Beispiel durch das Große Privileg an die Staaten von Holland, und nach ihrem Tod (1482) brachen gegen die vormundschaftliche Regierung Maximilians für seinen Sohn Philipp den Schönen Unruhen aus: In Holland erhob sich die Partei der Hoeks wieder, die Bürger von Brügge nahmen 1488 Maximilian sogar gefangen und pressten ihm den Verzicht auf die Vormundschaft zugunsten der Staaten von Flandern ab. Indes gelang es Maximilian, mit Hilfe des Herzogs Albrecht von Sachsen, der 1491 zum Erbstatthalter von Friesland ernannt wurde, der Empörung Herr zu werden und auch Artois zu behaupten, das der französische König Ludwig XI. als erledigtes Lehen einzuziehen versucht hatte. 1493 übernahm Philipp selbst die Regierung der Niederlande; unter ihm riss sich Gelderland unter Herzog Karl wieder los (1499).
Nach Philipps frühem Tod (1506) führte seine Schwester Margarete die Regierung für den sechsjährigen Karl, den späteren Kaiser Karl V., und blieb auch, nachdem dieser 1515 mündig und Herrscher geworden war, Statthalterin in den Niederlanden bis zu ihrem Tod (1530), worauf Karls Schwester, die verwitwete Königin Maria von Ungarn, ihr in der Statthalterschaft folgte. Aus dem Hofrat entstand ein Geheimer Rat (von Juristen) und ein noch kleinerer Staatsrat (Raad van State) (ab 1531) von hohen Adligen als Beratern des Machthabers.
Durch die Verträge von Worms (1521) und Brüssel (1522) zerfiel der Besitzanspruch des Hauses Habsburg in eine österreichische und eine spanische Linie. Die Niederlande fielen schließlich als Spanische Niederlande an die spanischen Habsburger und verblieben im Heiligen Römischen Reich; die Verwaltung wurde weiterhin in einer Statthalterschaft organisiert.